# Карвер, Джесс
Джесс Карвер (англ. Jesse Carver; 7 июля 1911, Ливерпуль — 29 ноября 2003, Борнмут, Юго-Западная Англия) — английский футболист, центральный полузащитник, и футбольный тренер.

## Карьера
Джесс Карвер начал карьеру в клубе «Блэкберн Роверс», за которую он провёл 1 матч, а клуб в том сезоне занял 8-е место в первом дивизионе, а в затем Карвер перешёл в клуб «Ньюкасл Юнайтед», дебютировав в августе 1936 года в матче против клуба «Барнсли». Самым большим достижением Карвера в «Ньюкасле» стало 4-е место во втором дивизионе, всего в составе «Юнайтед» Карвер провёл 70 матчей в чемпионате и 6 в кубке Англии. Карьера Карвера оборвалась с началом второй мировой войны, во время которой он работал полицейским.
После окончания войны, в 1946 году, Карвер начал работу тренера, став ассистентом в клубе «Хаддерсфилд Таун», в том же году он уехал в Нидерланды, где проработал в клубе «Ксерксес», а затем в сборной Голландии. В 1948 году Карвер вернулся в Англию и принял бразды правления клубом «Миллуолл». Через год Карвер уехал в Италию, возглавив клуб «Ювентус», с которым в первый же сезон стал чемпионом страны, прервав 15-летнюю, самую длинную в истории клуба, серию без «скудетто». На следующий Карвер был освобождён из команды и уехал на родину, где недолго проработал с клубом «Вест Бромвич Альбион». В середине 1951 года Карвер вернулся в Италию, где помог клубу «Марцотто» (Вальданьо), вышедшему в серию В, сохранить «прописку» во втором итальянском дивизионе.
В 1953 году, после годичного перерыва, Карвер вновь возглавил итальянский клуб — «Торино», но после одного сезона покидает клуб, приняв предложение «Ромы» (где за год работы в римском клубе, занял 2-е место в Серии А), затем проработал в «Лацио» и на родине, в клубе «Ковентри Сити», а затем вновь в «Лацио», с которым занял 3-е место. Этот успех позволил нанять Карвера президентом клуба «Интернационале» Анджело Моратти, который поставил перед Карвером цель выиграть «скудетто», но «Интер» выступил удручающе, занял лишь 9-е место, и англичанин был уволен. В 1959 году Карвера нанял клуб «Дженоа», но проработав около полугода, Джесс вновь был уволен, проиграв домашний матч «Ювентусу» со счётом 2:6. Последним клубом в Италии для Карвера стал «Лацио», который с наставником провёл концовку сезона 1960/61. В сезоне 1962/63 Карвер тренировал греческий АПОЭЛ.

## Достижения
- Чемпион Италии: 1950